# کومروویچ
کومروویچ نام روستایی از شهرستان کراپینا-زاگوریه در شمال کشور کرواسی است. جمعیت این روستا کمتر از ۲۰۰۰ نفر می‌باشد.

## نگارخانه

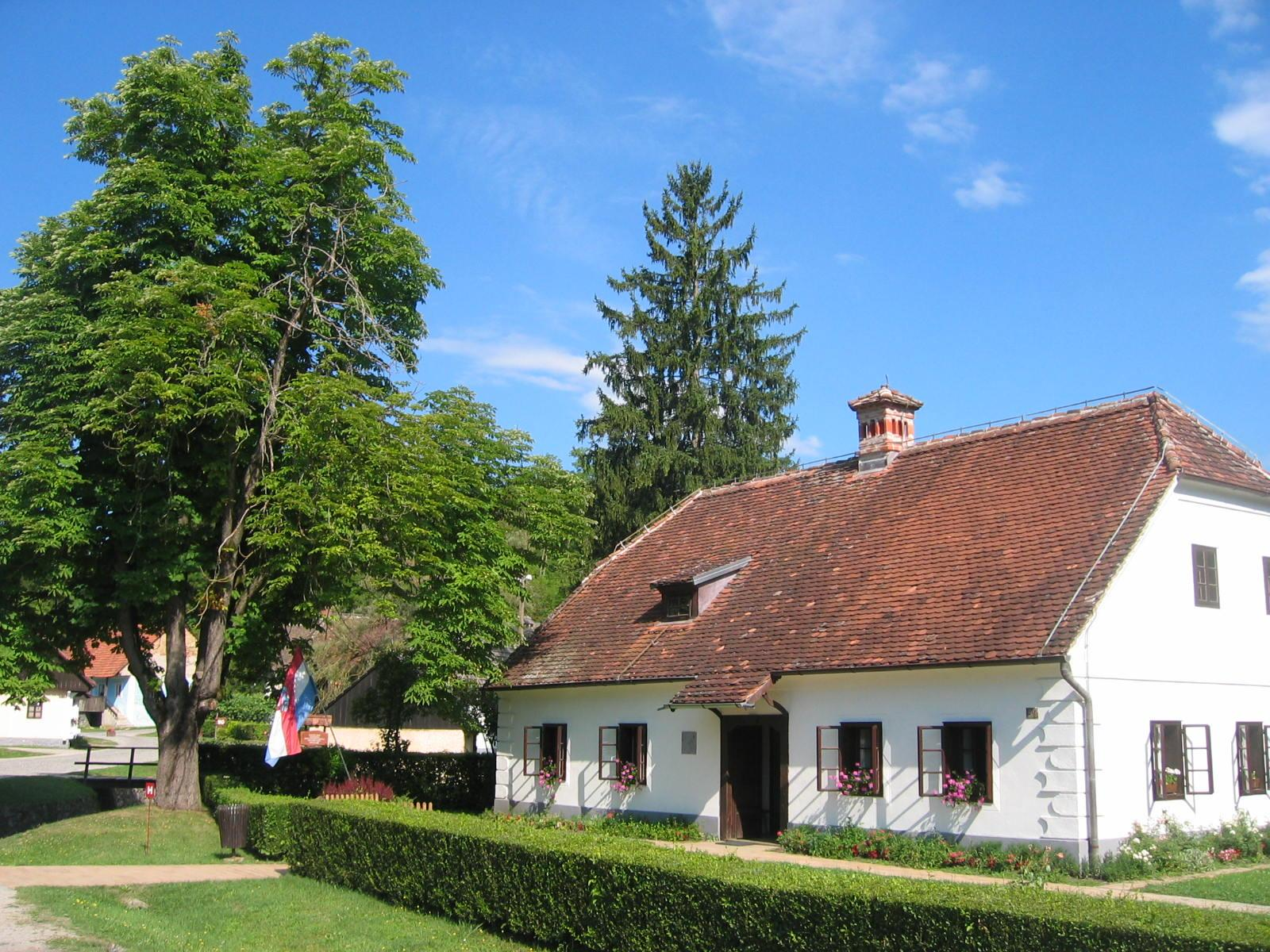
تصویری زیبا از روستا
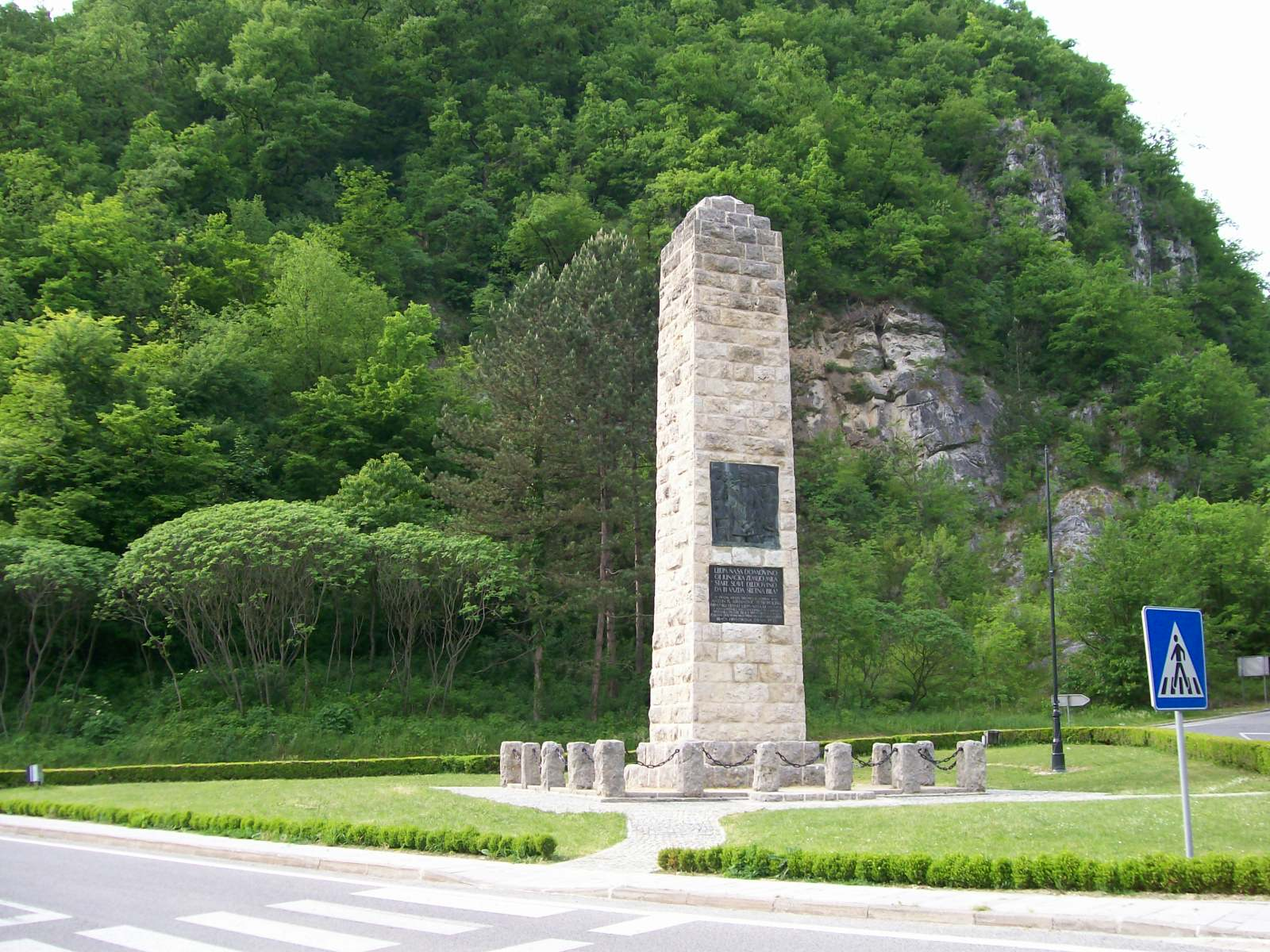
ابلیسک اهریمن در روستا
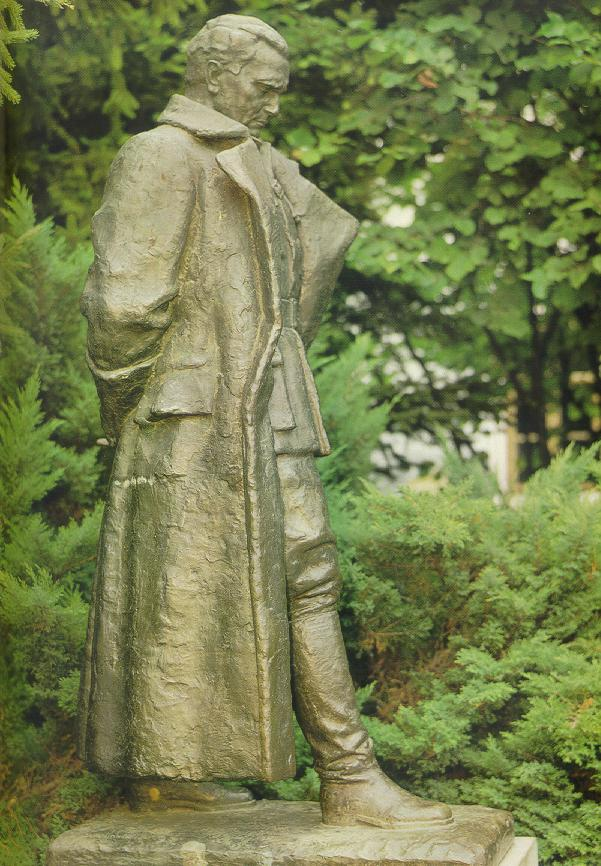
مجسمه تیتو یکی از بزرگان کرواسی